# Cyphostemma hildebrandtii
Cyphostemma hildebrandtii är en vinväxtart som först beskrevs av Ernest Friedrich Gilg, och fick sitt nu gällande namn av Descoings och Wild & R.B. Drumm.. Cyphostemma hildebrandtii ingår i släktet Cyphostemma och familjen vinväxter. Inga underarter finns listade i Catalogue of Life.